# Ernst-Andreas Ziegler

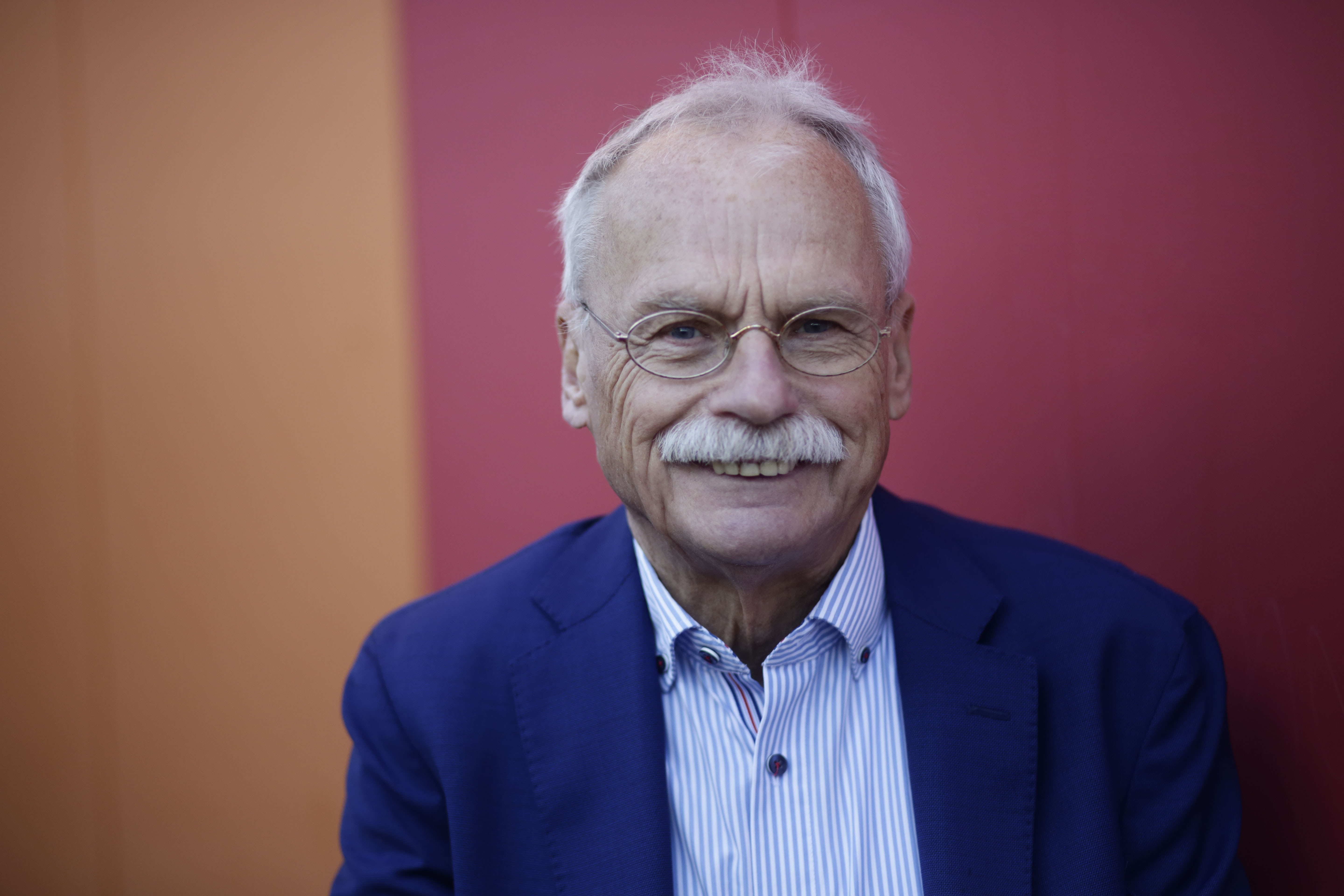
Ernst-Andreas Ziegler

Ernst-Andreas Ziegler (* 28. November 1938 in Weimar) ist ein deutscher Journalist, Autor, Hochschullehrer und Social Entrepreneur.

## Leben
Ziegler war Lokalredakteur des Wuppertaler General-Anzeigers (heute: Westdeutsche Zeitung) und wurde 1972 Leiter des Presse- und Informationsamts der Stadt Wuppertal. Er ist Mitbegründer der Städte- und Uni-Partnerschaft zwischen Košice in der Slowakei und Wuppertal. Ebenso gestaltete er die Städtepartnerschaft zwischen Wuppertal und Beʾer Scheva in Israel maßgeblich mit. Nach seinem Ausscheiden aus städtischen Diensten machte er sich 2003 als Berater mit den Schwerpunkten Kommunikation und Krisenmanagement selbstständig. Die Technische Universität von Wuppertals Partnerstadt Košice verlieh ihm 1999 als europäischem Brückenbauer die Ehrendoktorwürde. Die Laudatio hielt Hans-Dietrich Genscher. Seitdem lehrt Ziegler an dieser Universität politische Kommunikation und politisches Marketing. 2003 wurde er dort zum Professor ernannt. Von 1999 bis 2004 war Ziegler Chefberater des slowakischen Staatspräsidenten Rudolf Schuster für die deutschsprachigen Länder. Ernst-Andreas Ziegler ist Gründer und Ideengeber der 2008 gegründeten Junior-Uni Wuppertal, einer zu Beginn deutschlandweit einzigartigen Bildungseinrichtung für Kinder und Jugendliche mit dem Schwerpunkt Naturwissenschaften und Technik. Mittlerweile gibt es mit der Junior Uni Ruhr in Mülheim, in Mönchengladbach und Essen weitere „Nachahmer“-Projekte nach dem Wuppertaler Vorbild. 2019 gelang es erstmals mit der Gründung der Junior Uni Daun in der Eifel das Konzept im ländlichen Raum zu verwirklichen.
Ziegler ist Mitglied des Vorstands der Deutsch-Tschechischen und -Slowakischen Gesellschaft und war 41 Jahre Geschäftsführer der Kommunalen Arbeitsgemeinschaft Bergisch Land. Er ist Träger des Ehrenrings der Stadt Wuppertal. Am 18. November 2019 wurde er zum Ehrenbürger der Stadt Wuppertal gewählt, die Ehrenbürgerwürde wurde ihm wegen der Coronakrise erst im August 2020 verliehen. Am 28. Juni 2021 wurde ihm darüber hinaus vom damaligen Ministerpräsidenten Armin Laschet der Verdienstorden des Landes Nordrhein-Westfalen verliehen.

## Veröffentlichungen
- (mit Marguerita Eckel): Tuffi und die Schwebebahn. Wuppertal 1970.
- Liebeserklärung an Wuppertal. Wuppertal 1991.
- Auf der Suche nach der Wuppertaler Seele. Geschichten aus einer ganz besonderen Stadt. Wuppertal 1996.
- (Hg.) Freunde reden Tacheles: der Beitrag der Städte zur Außenpolitik am Beispiel Deutschland – Israel. Ein politisches Lesebuch. Wuppertal 1992.
- (Hg.) Im Strudel der Geschichte. Rudolf Schuster. Stuttgart/Leipzig 2001.
- Friedrich und die blaue Decke, Wuppertal 2020
- Mut zur Zukunft - Über die Gründung der ersten Junior Uni. Oder: Wie man die Welt ein Stück weit verbessert, Wuppertal 2024 (online)

## Belege
1. ↑  Junior-Uni – Wuppertal – Forscherplattform Bergisches Land. In: junioruni-wuppertal.de. www.junioruni-wuppertal.de, abgerufen am 15. Juni 2016.
2. ↑  Andreas Lukesch: Ernst-Andreas Ziegler über Erfolg und Zukunft der Junior-Uni. In: wz-newsline.de. Westdeutsche Zeitung, 31. Juli 2009, abgerufen am 15. Juni 2016.
3. ↑  Westdeutsche Zeitung: Gastbeitrag Ernst-Andreas Ziegler: So würde die Welt auf Wuppertal schauen. In: wz.de Westdeutsche Zeitung, abgerufen am 8. Februar 2021
4. ↑  Bergische Wirtschaft: https://archiv.bergische-wirtschaft.net/48-news.html In Bergische Wirtschaft, abgerufen am 8. Februar 2021
5. ↑  Eifelzeitung https://www.eifelzeitung.de/region/vulkaneifel-dau/zauberschluessel-fuer-die-gesamte-region-eifel-303351/ in Eifelzeitung, abgerufen am 8. Februar 2021
6. ↑  Solingen: Geschäftsführer Prof. Dr. h.c. Ernst Andreas Ziegler verabschiedet. In: solinger-bote.de. Archiviert vom Original (nicht mehr online verfügbar) am 17. Juni 2016; abgerufen am 15. Juni 2016.  Info: Der Archivlink wurde automatisch eingesetzt und noch nicht geprüft. Bitte prüfe Original- und Archivlink gemäß Anleitung und entferne dann diesen Hinweis.
7. ↑  Andreas Boller: Respekt vor dieser Leistung. In: wz-newsline.de. Westdeutsche Zeitung, 8. Dezember 2013, abgerufen am 15. Juni 2016.
8. ↑  Stadt Wuppertal – Ehrenring für Ernst-Andreas Ziegler (Pressemeldung der Stadt Wuppertal vom 7. März 2014). In: wuppertal.de. Archiviert vom Original (nicht mehr online verfügbar) am 15. August 2016; abgerufen am 15. Juni 2016.
9. ↑  Wuppertaler Rundschau: Stadtrat: Ziegler ist nun offiziell Wuppertaler Ehrenbürger. In: wuppertaler-rundschau.de. Wuppertaler Rundschau, abgerufen am 18. November 2019.
10. ↑  Westdeutsche Zeitung: Ernst-Andreas Ziegler: Wuppertal hat eine Seele. In: wz.de. Westdeutsche Zeitung, abgerufen am 15. August 2020.
11. ↑  Ministerpräsident Armin Laschet verleiht den Verdienstorden des Landes Nordrhein-Westfalen an elf Bürgerinnen und Bürger. Land NRW, 28. Juni 2021, abgerufen am 10. Januar 2024.

| Personendaten    | Personendaten                                                        |
| ---------------- | -------------------------------------------------------------------- |
| NAME             | Ziegler, Ernst-Andreas                                               |
| KURZBESCHREIBUNG | deutscher Journalist, Autor, Hochschullehrer und Social Entrepreneur |
| GEBURTSDATUM     | 28. November 1938                                                    |
| GEBURTSORT       | Weimar                                                               |